# Купуния, Платон Дзадзуевич
Платон Дзадзуевич Купуния (1895 год, село Ахалсопели, Зугдидский уезд, Кутаисская губерния, Российская империя — неизвестно, село Ахалсопели, Зугдидский район, Грузинская ССР) — звеньевой колхоза имени Берия Ахалсопельского сельсовета Зугдидского района, Грузинская ССР. Герой Социалистического Труда (1948).

## Биография
Родился в 1895 году в крестьянской семье в селе Ахалсопели Зугдидского уезда. Окончил местную начальную школу, после которой трудился в сельском хозяйстве. Во время коллективизации вступил в товарищество по обработке земли, которое позднее было преобразовано в колхоз имени Берия Зугдидского района (с 1953 года — колхоз имени Ленина). Трудился рядовым колхозником. За ударный труд в годы Великой Отечественной войны был награждён боевой медалью «За оборону Кавказа». В послевоенные годы — звеньевой полеводческого звена в этом же колхозе.
В 1947 году звено под его руководством собрало в среднем с каждого гектара по 85,04 центнеров кукурузы на площади 4 гектара. Указом Президиума Верховного Совета СССР от 21 февраля 1948 года удостоен звания Героя Социалистического Труда за «получение высоких урожаев кукурузы и пшеницы в 1947 году» с вручением ордена Ленина и золотой медали «Серп и Молот» (№ 801).
Этим же указом званием Героя Социалистического Труда были награждены председатель колхоза Антимоз Михайлович Рогава, бригадиры Макрина Бахвовна Губеладзе, Саверьян Уджуевич Джабуа, звеньевые Силован Читиевич Губеладзе, Порфирий Михайлович Кукава и Давид Андреевич Шерозия.
В этот же день в числе одиннадцати чаеводов другим указом званием Героя Социалистического Труда была награждена его дочь Бабуца Купуния.
После выхода на пенсию проживал в родном селе Ахалсопели Зугдидского района. Дата смерти не известна.
Награды
- Герой Социалистического Труда
- Орден Ленина
- Медаль «За оборону Кавказа» (01.05.1944)